# Moravský pštros
Moravský pštros, též holub pštros, je plemeno holuba domácího pocházející z jižní a střední Moravy. V České republice je to po českém stavákovi druhé nejrozšířenější plemeno holubů. Původní moravský pštros je užitkovým holubem v extenzivních chovech, v posledních několika desetiletích je však šlechtění zaměřeno především na zdokonalování barvy a kresby opeření.

## Historie
Moravský pštros patří mezi nejstarší známá česká plemena holubů. Pochází z Moravy, původní oblastí jeho rozšíření bylo Mikulovsko, okolí Brna, Olomoucko, Uherskohradišťsko a Kroměřížsko. O jeho původu se nezachovaly žádné zprávy, ale vyšlechtěný byl pravděpodobně počátkem 19. století zkřížením domácích holubů s některým plemenem v pštrosí kresbě. Zřejmě se jednalo o některého slepičáka, ti byli dále přikřižováni prokazatelně na konci 19. a začátku 20. století. Na začátku 20. století bylo plemeno zušlechťováno plemenem florentýn a přilita byla i krev vídeňského slepičáka. V roce 1920 byl v časopise Zvířena uveřejněn "vzorový popis" moravského pštrosa a v roce 1923 byl založen klub chovatelů, který funguje dodnes.

## Popis
Moravský pštros je původně užitkový holub silnějšího polního typu. Je to pták většího vzrůstu, dosahuje hmotnosti až 800 g. Postava je statná a krátká, nesená v mírném sklonu nazad. Důležitým znakem je široká, hluboká a dobře zmasilá hruď, která přesahuje před ohbí křídel. Hlava je středně velká, dobře klenutá s vyšším a širším čelem, zobák je silný, široce nasazený, zkrácený, s jemným a hladkým ozobím. Oko je jasně rybízově červené, u hnědých barevných rázů nepravě perlové, obkroužené jemnou a úzkou obočnicí. Krk je středně dlouhý a široce přechází v hrdě nesené tělo klínovitého tvaru. Záda holuba jsou široká a spíše kratší, křídla jsou silná, svalnatá, dobře kryjí celá záda, spočívají na krátkém ocase a jejich letky se nekříží. Nohy jsou středně vysoké, silné a v patních kloubech mírně podklesávají, běháky jsou neopeřené a živě červené.
Opeření je krátké a dobře přilehlé. Pštrosi mají typickou kresbu, která se nazývá gazzi, v Česku se ale nejčastěji označuje jako kresba pštrosí. Barevná je hlava s obojkem, křídla, záda a ocas, ostatní opeření je bílé. Barevné opeření může být ve všech barevných a základních i orientálních kresebných rázech. Všechny barvy musí být syté, hluboké, čisté a rovnoměrně rozložené, požadován je intenzivní lesk peří a pravidelnost a ostré ohraničení kresby. Nejrozšířenějšími rázy moravského pštrosa je černý, modrý, červený a žlutý plnobarevný.